# Anima (personaje)
Anima (Courtney Mason) es un personaje ficticio de DC Comics que estelarizó el cómic homónimo. El personaje fue creado por los escritores de ciencia ficción y fantasía Elizabeth Hand y Paul Witcover.

## Biografía del personaje
La rebelde y desbocada adolescente Courtney Mason adquirió sus milagrosos poderes luego de ser atacada por parásitos extraterrestres: uno de los muchos superseres Nueva Sangre creados de esta manera, como parte de la serie de cómics transnacionales Bloodlines. Siete depredadores extraterrestres llegan a la Tierra y asesinan a miles de humanos alimentándose de sus fluidos espinales. Tratando de huir en Nueva Órleans, Courtney es secuestrada por un culto que la sacrica a dos de estos insaciables parásitos, conocidos como Pritor y Lissik. Pero Courtney no muere. En cambio, las mordeduras de los parásitos liberan al Animus, una criatura sensible a la energía que puede absorber la esencia espiritual de los vivos y los muertos, que ahora puede ingresar al mundo a través de Courtney. Ella se convierte en la encarnación de la ira de la humanidad y del control masculino, y rápidamente desarrolla poderes físicos propios. Como Anima, Courtney busca venganrse del culto. También conoce a los Titanes Adolescentes y lucha contra una variedad de amenazas sobrenaturales. Anima sigue siendo una vagabunda, mientras viaja de un lugar a otro y ayuda a aquellos que la necesiten llamando a la temible fuerza primigenia que se encuentra dentro de ella. 
Anima estelarizó de manera prominente en la serie limitada de DC Comics Bloodbath (1993) en la que todos los personajes Nueva Sangre se asociaron para ayudar a derrotar a los parásitos extraterrestres que les habían otorgado sus poderes. Al siguiente año apareció en Hora Cero. 
El cómic de Anima, que empezó en diciembre de 1993, duró 16 meses antes de ser cancelado debido a las pocas ventas. Fue un cómic poco convencional para DC Comic, ya que su tema principal era una guerra entre seres metafísicos que personificaban a los arquetipos junguianos de la psicología humana - Animus era sólo uno de estos. Las series tuvieron un enorme reparto de apoyo, tanto humano como sobrenatural - en algunos números, la misma Anima aparecía solo en algunas páginas. El hermano menor de Courtney Jeremy Mason se vuelve la vía de acceso para la hermana mala de Animus, Eris (Eris comparte su nombre con una diosa de la mitología griega, quién apareció la segunda serie de la Mujer Maravilla). Animus y Eris se combinan finalmente como el Syzygy, para luchar contra su padre/enemigo solo conocido como El Sin Nombre. En las series figuraron innumerables referencias a la cultura pop, como símbolos de la colectividad inconsciente donde moran los seres arquetípicos. Otros supehéroes de DC como Superboy y el Hombre Halcón fueron también invitados estrella - Superboy actuó temporalmente como la vía de acceso para un arquetipo llamado El Guerrero.
Desde la cancelación de su cómic, Anima ha aparecido con muy poca frecuencia. Fue usada para el número final de Crisis Infinita y también para el Especial de los Titanes del Este como miembro potencial de nuevo grupo de Cyborg.

## Premios y nominaciones
En 1995, el personaje de Anima fue nominado al Premio R.A.C. "Squiddy" por Personaje Favorito de Cómics en 1995, y la serie Anima fue nominada al mismo premio por Serie Regular Favorita.